# Liste der Bodendenkmäler in Drensteinfurt
Die Liste der Bodendenkmäler in Drensteinfurt enthält die denkmalgeschützten unterirdischen baulichen Anlagen, Reste oberirdischer baulicher Anlagen, Zeugnisse tierischen und pflanzlichen Lebens und paläontologischen Reste auf dem Gebiet der Stadt Drensteinfurt im Kreis Warendorf in Nordrhein-Westfalen (Stand: August 2014). Diese Bodendenkmäler sind in Teil B der Denkmalliste der Stadt Drensteinfurt eingetragen; Grundlage für die Aufnahme ist das Denkmalschutzgesetz Nordrhein-Westfalen (DSchG NRW).
| Bild           | Bezeichnung         | Lage                                                | Beschreibung | Bauzeit | Eingetragen seit | Denkmal- nummer |
| -------------- | ------------------- | --------------------------------------------------- | ------------ | ------- | ---------------- | --------------- |
|                | Landwehrteilstück   | Rinkerode Rüschenfeld                               |              |         | 10.06.1994       | Dl 67           |
|                | Landwehrteilstück   | Rinkerode in der Nähe von Hof Schulze Pellengahr    |              |         | 10.06.1994       | Dl 68           |
|                | Landwehrteilstück   | Rinkerode Nördlich und westlich von Haus Welpendorf |              |         | 10.06.1994       | Dl 69           |
|                | Landwehrteilstück   | Rinkerode im Wald, Hemmerheide und Rohrkämper Holz  |              |         | 10.06.1994       | Dl 112          |
|                | Landwehrteilstück   | Rinkerode Bauernschaft Hemmer                       |              |         | 10.06.1994       | Dl 113          |
|                | Amtshof             | Amtshofweg 14                                       |              |         | 31.01.1995       |                 |
| weitere Bilder | Haus Bisping        | Rinkerode Altendorf 25                              |              |         | 28.05.1996       |                 |
| Halde Bertha   | Halde Bertha        | Drensteinfurt                                       |              |         | 23.03.1998       |                 |
|                | Halde Maria         | Drensteinfurt                                       |              |         | 08.12.1998       |                 |
|                | Kirchspiel Landwehr | Drensteinfurt                                       |              |         | 28.08.2014       |                 |